# Phyllastrephus poliocephalus
Phyllastrephus poliocephalus là một loài chim trong họ Pycnonotidae.